# Ivan Fëdorovič Mičurin
Ivan Fëdorovič Mičurin in russo Ива́н Фёдорович Мичу́рин? (1700 – 1763) è stato un architetto russo.
È ritenuto uno dei più importanti artefici della transizione dell'architettura russa dal Barocco moscovita allo stile di Bartolomeo Rastrelli. Mičurin studiò nell'Accademia Navale (1718–1720) prima di completare la propria formazione nei Paesi Bassi (1723–1729). Lavorò soprattutto a Mosca, contribuendo al primo progetto urbanistico della città tra il 1734 e il 1739. La sua costruzione moscovita più famosa è probabilmente la Chiesa di San Clemente (la cui attribuzione tuttavia è disputata) che domina ancor oggi il quartiere Zamoskvoretskij. Si occupò anche di ricostruire la Chiesa della Natività di Giovanni Battista nella Pineta, devastata da un incendio nel 1737.
L'Imperatrice Elisabetta lo inviò a Kiev per realizzare i disegni di Rastrelli della Chiesa di Sant'Andrea. Il suo ultimo progetto fu la Torre campanaria del Monastero della Trinità di San Sergio, che fu conclusa dal suo discepolo Dmitrij Vasil'evič Uchtomskij.